# Bridport (Vermont)
Bridport – miasto w Stanach Zjednoczonych, w stanie Vermont, w hrabstwie Addison.